# Šanta kočičí
Šanta kočičí (Nepeta cataria) je rostlina používaná v bylinkářství a chovatelství koček.

## Popis
Jedná se o až 60 cm vysokou trvalku rostoucí v trsech, které však za dobrých podmínek a vhodné půdě může přesáhnou délku 1 m. Lodyha je přímá čtyřhranná větvená s hustou krátkou plstí. Listy jsou srdčitého tvaru, vroubkovaně pilovité. Květy rozkvétající od července do září jsou malé; původní rostlina je má bílé nebo slabě růžové, zahradní kultivary modré nebo fialové. Rostlina je původem z Evropy a některých částí Asie. V přírodě roste v horských oblastech, blízko vodních toků, podél cest, na mezích a v křovinách. Rodové jméno rostliny (nepeta) je zřejmě odvozeno od italského města Nepete, v jehož okolí se šanta kdysi hojně pěstovala. Druhové jméno (cataria) souvisí s její přitažlivostí pro kočky.

## Šanta a lidé
Šanta se již dlouhá staletí používá jako léčivá rostlina a také jako ochucovadlo. Jelikož obsahuje halucinogenní látky (byť v malé míře), její sušené listy kdysi kouřili lidé, aby alespoň načas zahnali strasti běžného života. Žvýkání kořene se zase doporučovalo osobám plachým, aby jim dodalo více odvahy a průbojnosti. Traduje se prohlášení jednoho kata, který by prý nikdy nemohl vykonat svou práci, kdyby předtím nesnědl kousek kořene. Kromě toho se odvar z šanty používal jako uklidňující čaj. Odvaru byly připisovány také pozitivní účinky na plodnost; ženy si jej měly přidávat do koupele.
V současné době je šanta doporučována pro léčbu nachlazení a horečky, jelikož podporuje pocení a snižuje teplotu. Dále pomáhá od bolestí hlavy nervového původu a při poruchách trávení. Ve formě obkladu zklidňuje podrážděnou pokožku. Čerstvě nasekaná rostlina má hojivé účinky na pohmožděniny.
Látky obsažené v šantě odpuzují komáry a šváby, údajně také krysy a myši.

## Šanta a kočky

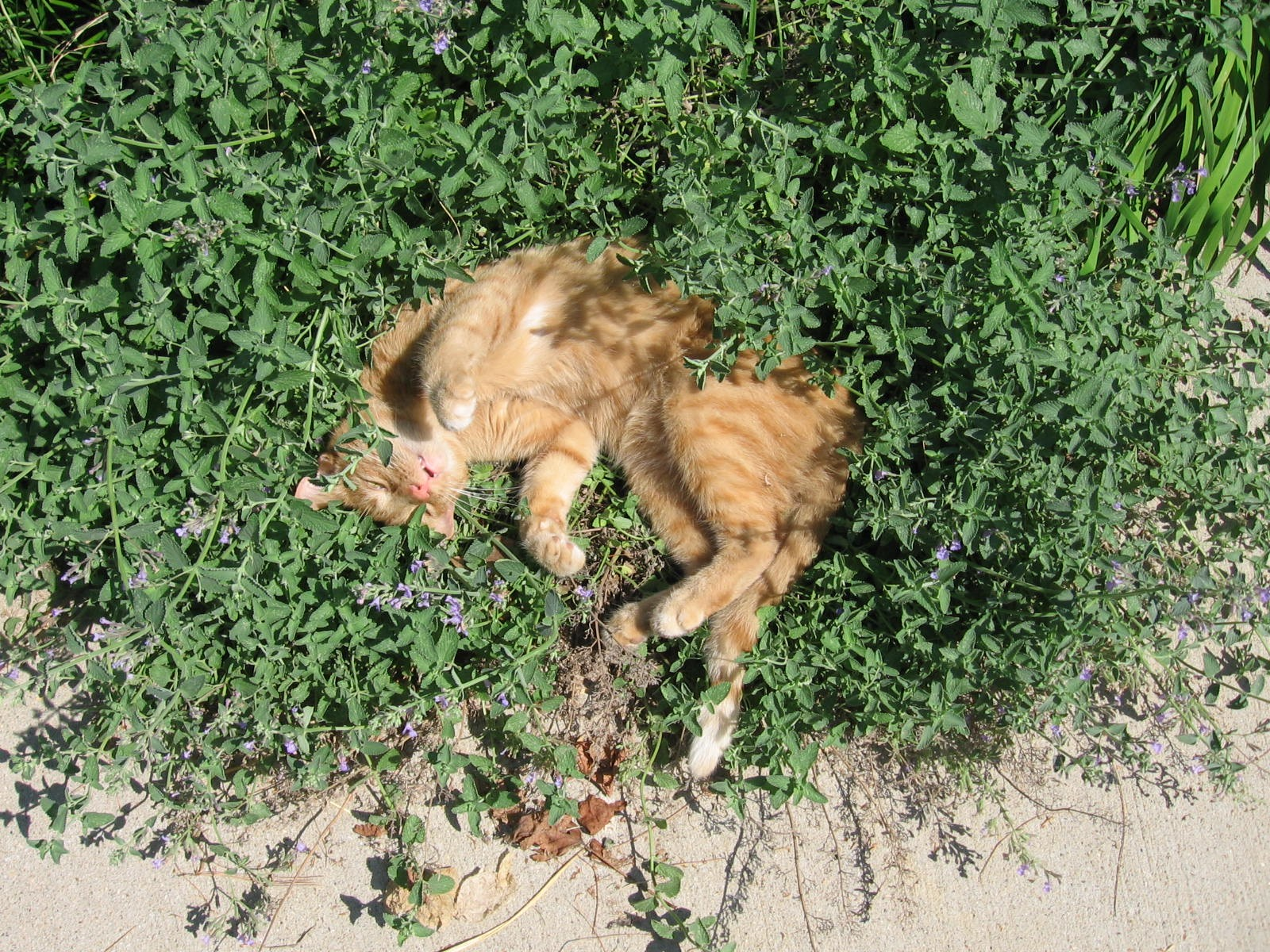
Kočka spící v porostu šanty kočičí

Jak již sám název napovídá, šanta silně souvisí s kočkami, ale na člověka a další savce má jen minimální účinky. Ve volné přírodě se kočky v porostu šanty válejí, trhají a kousají listy a nakonec se svinou do klubíčka. Toto chování je vyvoláno zejména nepetalaktonem, který se uvolňuje do vzduchu a který kočky vdechují. Stejný efekt mají i výtažky z čerstvých rostlin nebo sušené rostliny, které se např. přidávají do hraček nebo se ve formě postřiku aplikují na škrabadla. Efekt vyvolaný šantou trvá pět až deset minut. Poté dochází k útlumu, částečně také proto, že kočky části šanty obvykle snědí, takže ta na ně posléze působí jako sedativum.
Uvádí se, že šanta působí jen asi na polovinu koček. Kočky, které k ní jsou vnímavé, na ni reagují s různě silnou intenzitou. Nebyl zpozorován rozdíl mezi kočkami a kocoury, ale je zajímavé, že koťata mladší osmi týdnů nejenže na šantu nereagují vůbec, ale často k ní přímo projevují odpor. Vědci se domnívají, že vnímavost je dědičná. Podrobný výzkum však nebyl proveden. Rostlina pravděpodobně používá nepetalakton jako repelent proti hmyzu. Aktivuje stejné nervové cesty jako sexuální přitažlivost, a to mate hmyz, který pak na ni nemůže přistát. Není jisté, jestli účinek na kočky je úmyslný nebo ne, avšak lze předpokládat, že kočky pomáhají v roznesu semínek rostliny.
Šanta je pro kočky neškodná, nemá vedlejší účinky a dle známých skutečností není návyková. Používá se pro kočky domácí jako rekreační látka. V obchodech s chovatelskými potřebami se prodává buď pod svým českým názvem, nebo pod anglickými názvy catnip či catmint. Lze ji koupit samostatně, ale i v mnoha různých hračkách a pamlscích.